# Cemitério Judaico (Neuhofen)

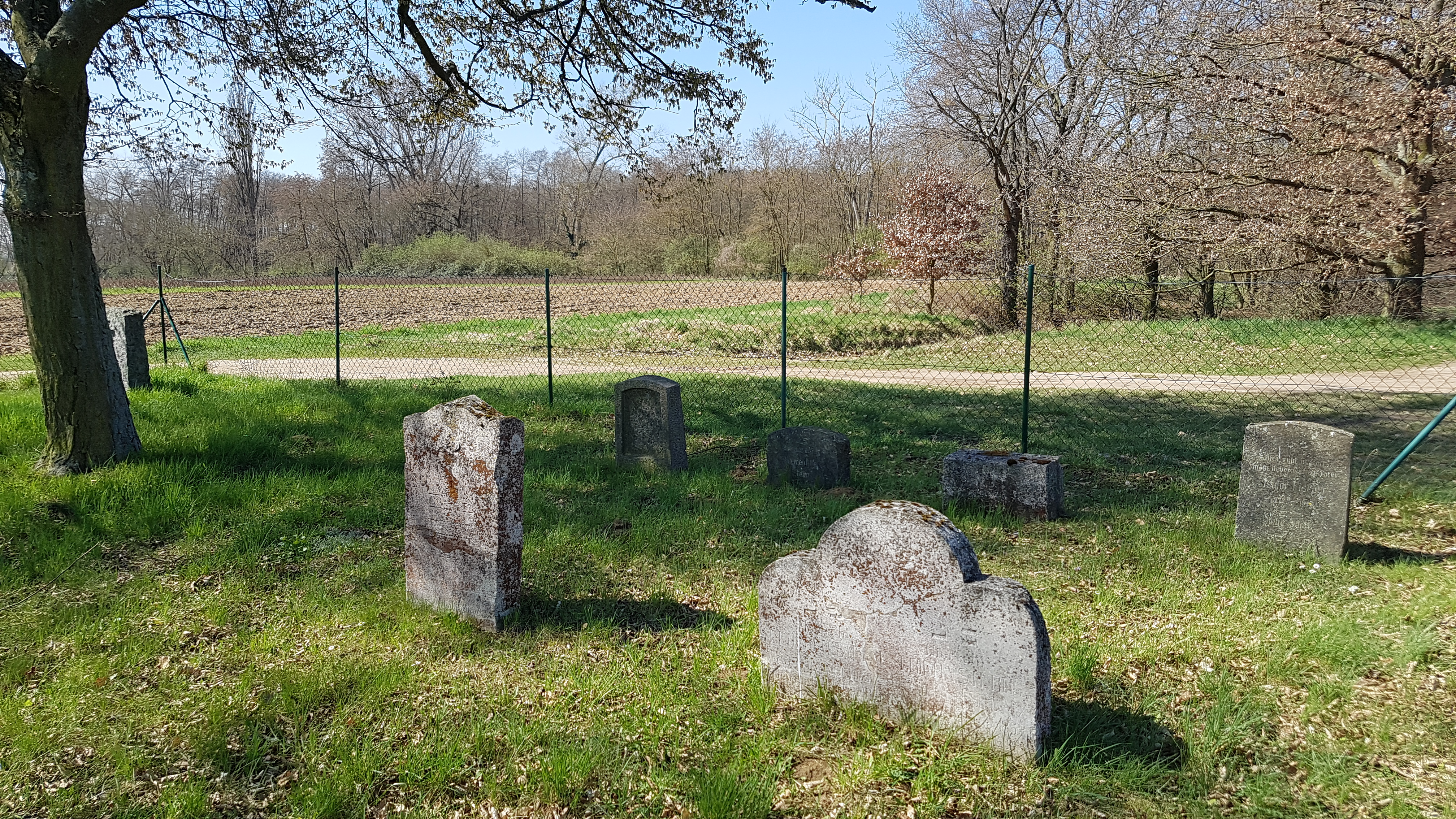
Cemitério Judaico de Neuhofen

O Cemitério Judaico de Neuhofen (em alemão:  Jüdische Friedhof Neuhofen) é um cemitério judaico em Neuhofen, um município no Distrito do Reno-Palatinado na Renânia-Palatinado. O cemitério fica na fronteira do distrito entre Neuhofen e Waldsee no corredor de In den Speyerer Wingert. O cemitério é um monumento cultural tombado.

## História
O cemitério judaico em Neuhofen foi construído em 1910 e ocupado de 1910 até a década de 1930. Serviu como um local de sepultamento para a comunidade judaica em Neuhofen. Desde a década de 1820 os mortos da comunidade foram enterrados em Waldsee. O pequeno cemitério tem uma área de 2,90 ares. Do pequeno número de sepultamentos, seis matzevas ainda estão disponíveis na atualidade.